# Добра Вода у Хоржици
Добра Вода у Хоржици (чеш. Dobrá Voda u Hořic) је насељено мјесто са административним статусом сеоске општине (чеш. obec) у округу Јичин, у Краловехрадечком крају, Чешка Република.

## Становништво
Према подацима о броју становника из 2014. године насеље је имало 567 становника.